# インディアナ州円周率法案
インディアナ州円周率法案（インディアナしゅうえんしゅうりつほうあん、Indiana Pi Bill）は、1897年インディアナ州議会本会議の246号議案の通称。ギリシアの三大作図問題の一つ円積問題が肯定的に解けたとする誤った主張を、法的に承認しようとしたものである。同年2月5日に同州下院において可決され、専門家の指摘を受けて同年2月12日に凍結された。円周率を誤りの値に定める（3.2など）のと等価な内容を含んでいることから、この名が付いた。

## 概要
インディアナ州円周率法案という通称で知られているこの法案の趣旨は、円積問題（与えられた円と同じ面積の正方形を定規とコンパスだけで作図せよという問題）の解法であって、円周率の値を定めるものではない。ただし、この法案は円周率を3.2という間違った値に勝手に決める内容を含んでいる。
円積問題は古代から知られる未解決だった問題であるが、1882年にフェルディナント・フォン・リンデマンによって円周率 π が超越数であることが示されて解決不可能であることが証明されている。また円周率の値のより適切な近似値は古代ギリシアの数学者アルキメデスの得た数値が知られていた。
この法案は下院を通過したが、その晩ロビー活動に来ていた数学教授の素早い対処や新聞報道によって、上院で可決されることはなかった。
なお、この法案が円周率の値をある誤った数字（3といわれることが多い）に定める法案であると言われることがあるがそれは正確ではなく、誤った円周率の値自体はこの法案から間接的に導かれる副産物である。

## 経緯
1897年、インディアナ州のエドワード・J・グッドウィンと言う医師兼アマチュア数学者が、円積問題の正しい解法を発見したと主張した。彼はインディアナ州議会議員T・I・レコードに法案を提示し、レコードは同年1月18日にこの法案を議会に提出した。その題名は、「新しい数学の真理の提示、および同件を1897年法令により公的に承認された場合インディアナ州に限って教育に無償で提供する法令案」であった。
この法案は数学的な主張（後述）を含んでおり、その後ろに次のようなグッドウィンの以前の成果が並べられている。
「角の三等分、立方体の倍積、円の平方化に関する彼の解はアメリカ数学月報により既に科学への貢献であることが認められており、……これらの問題は多くの研究者によって解決不能なミステリーであるものとして長く諦められていたこと、及び同氏の知力を記念すべきである。」
ギリシアの三大作図問題（角の三等分、立方体の倍積、円の平方化）が肯定的に解けたとする間違った主張は、トンデモ系の「数学」に典型的なものである（不可能と証明されたのであって、諦められたのではないことにも注意）。特に角の三等分と立方体の倍積は、トンデモ作品ではありふれている。
インディアナ州議会はスワンプランド地区委員会（文献によってはカナル地区委員会とするものもある）に照会した。委員会はこれを教育委員会に転送したが、そこからは好意的な回答が返ってきたので、この法案は下院において満場一致で可決された。
グッドウィンがこの発見を著作権で保護していたことについて議論があったが、公立学校での利用については無償にすると提案されていた。この議論が決着したとき、州立パデュー大学の教授C・A・ウォルド（C. A. Waldo、ワルドとも）がインディアナ科学アカデミーのための年間予算割り当ての確保のためにインディアナポリスにやってきた。ある議員が彼に議案を渡し、これを書いた天才を紹介しようと申し出たが、教授はもう何人もそういったイカレた人物を知っていると述べて断った。
インディアナ州上院はまだ最終的に議案を通していなかったので、教授は徹夜で十分な数の上院議員に講義をし、この議案を無期限延期するよう求めた。また、地元の新聞においても奇妙な法案と報道され、州の内外に広まった。2月12日に開かれた上院本会議ではこの法案を無期限延期とする動議が可決され、この法案は凍結された。

## 円周率の近似値

法案の第二章に記述された円のモデル。円の直径は10で、円周は32である。90°の弦は7となっている。

この法案は円周率法案として知られることとなったが、本文には円周率については全く言及されていない。
グッドウィンは、円周と直径の比は、彼の本来の目標に比べたら明らかに副次的なものとして考えたようだ。しかし第二章の終わり頃には次のような文が出てくる。
「さらに、それは90度の弦と弧の比率が7対8であり、正方形の対角線と一辺の比率が10対7であることが明らかになった。これは、直径と円周の比率は4分の5対4であるという第4の重要な事実を示す。」
これは、円周率が 4/1.25 = 3.2 であり、√2 が 7/5 ≈ 1.4 であると明確に主張しているにほぼ等しい。この部分はしばしば、3つの相互に相容れない主張と解釈されるが、この √2 に関する記述を、半径を一辺とする（90度の弦を対角線とする）正方形ではなく、内接する（円の直径を対角線とする）正方形に関してであると解釈するならば、3つがよく整合する。
これらを合わせると、直径 10 の円では円周が 32、90度の弦の長さは 7 となる。7 および 32 という数値はどちらも、直径 10 の円に関する真の長さの数パーセント以内にある（もちろん、これがグッドウィンの主張を正当化するものではない）。

## 円の面積
グッドウィンの本来の目標は、円周の長さを測定することではなく、円を四角にすることだった。彼はそれを文字通りに円と同じ面積を持つ正方形を見つけることだと解釈した。彼は、アルキメデスの円の面積の公式（直径に円周の 1/4 を掛けること）が円を四角にする古代の問題の解決策にならないことを知っていた。これは、その問題がコンパスと定規だけを使用してその面積を作図することであって、アルキメデスは円周と同じ長さの直線を作図する方法を与えなかったからなのであるが、グッドウィンはこの重要な必要事項に明らかに気付いていなかった。つまり彼は、アルキメデスの公式に関する問題とはそれが間違った結果を与えることであって円積問題はそれを「正しい」公式に置き換えれば解けるものと信じていたのである。
問題の法案では、彼は議論なしに独自の方法を提案した。
「ある等辺長方形（原文：equilateral rectangle）の面積は、一辺の平方であるから、円の面積は、その四分円の弧と等しい長さの一辺を持つ正方形の面積に等しいことがわかった。」
「等辺長方形」が正方形以外の何かであることはありえないので、これは無意味な言辞に見える。恐らくグッドウィンは、「正方形」の意味のsquareと、「平方」の意味のsquareを区別したかったのだと思われる。
しかしながら、法案の残りの部分では、単に円の面積は同じ長さの外周を持つ正方形の面積と同じであるという主張であることが明らかになる。例えば、上記の引用の直後に、法案は次のように述べている。
「円の面積の計算で用いられる現在の法則において、直径を線形の単位として用いるのは完全に間違っている。円の面積を、その外周が円周の1と5分の1倍に等しい正方形の面積で代表しているためである。」
上記のモデル円では、（グッドウィンの円周と直径の値を正しいとすると）アルキメデスの公式による面積は 80 になる。しかし、グッドウィンが提案した法則によれば、面積は 64 になる。さらに、80 は 80 の 1/5 だけ 64 を上回っている。
そして、グッドウィンは、80 = 64 × (1 + 1/5) と、64 = 80 × (1 − 1/5) を混同しているように見える。この近似は 1/5 よりずっと小さい値でのみ正しい。
グッドウィンの法則によって計算される面積は、真の円の面積の π/4 倍である。このため、円周率法案に関する多くの記事で円周率を 4 と主張したものと解釈されている。しかしながら、グッドウィンがそのような要求をするつもりだった証拠は法案の中には無い。むしろ逆に彼は、円の面積がその直径と何らかの関連を持っていることを繰り返し否定している。
面積の相対誤差 1 − π/4 は、約21パーセントになる。これは前の節で述べたモデル円の長さの近似よりさらに深刻である。グッドウィンがなぜ彼の法則が正しいと信じたのかは分からない。一般的に、外周の長さが等しい図形は面積も等しいわけではない。高さと幅が同じくらいの図形と、長くて薄い図形を比較すれば分かりやすい。恐らくグッドウィンは、（円や正方形のように）高さと幅が等しい限りは、円周が等しければ面積も等しくなると誤って結論付けたのであろうといわれている。

## その他
ギネス・ワールド・レコーズには最も不正確な円周率として掲載されている。
似たような話として、アラバマ州議会が円周率をキリスト教で重要な数字である 3 へと変更するための投票をした、という噂がある。これは非営利団体「New Mexicans for Science and Reason」のマーク・ボスローが、進化論を学校で教えないとする州法案をアラバマ州議会が審議していたことに反発して創作した、1998年4月1日発行のニュースレターのエイプリルフール記事だったが、事実であると信じられてインターネット中を駆け巡り、結果としてアラバマ州議会議員達の元へ抗議電話が殺到することになった。